# Касон
Касон (фр. Casson) насеље је и општина у западној Француској у региону Лоара, у департману Атлантска Лоара која припада префектури Шатобријан.
По подацима из 2011. године у општини је живело 2111 становника, а густина насељености је износила 130,71 становника/km². Општина се простире на површини од 16,15 km². Налази се на средњој надморској висини од 11 метар (максималној 46 m, а минималној 3 m).

## Демографија
| 1962. | 1968. | 1975. | 1982. | 1990. | 1999. | 2006. | 2011. |
| ----- | ----- | ----- | ----- | ----- | ----- | ----- | ----- |
| 604   | 647   | 608   | 974   | 1.202 | 1.320 | 2.036 | 2.111 |